# Liste der Husqvarna-Motorräder
Diese Liste der Husqvarna-Motorräder ist nicht alphabetisch, sondern chronologisch und nach Motortypen gegliedert. Aktuelle in Deutschland erhältliche Modelle sind mit fetter Schrift hervorgehoben. Die angegebenen Jahreszahlen dienen nur der groben Orientierung. Produktion und Vertrieb unterscheiden sich je nach betrachtetem Absatzmarkt stark und lassen sich hier nicht komplett darstellen. Diese werden, wenn genau bekannt, in den entsprechenden Artikeln erörtert.
Modelle mit den Verweis „unter Husaberg“  wurden bereits von der 1988 abgespaltenen Husaberg Motor AB verkauft, die 2013 wieder mit Husqvarna zusammengeführt wurde. Alle Modelle werden seitdem unter Husqvarna geführt und einige weiterentwickelt.

## Oldtimer

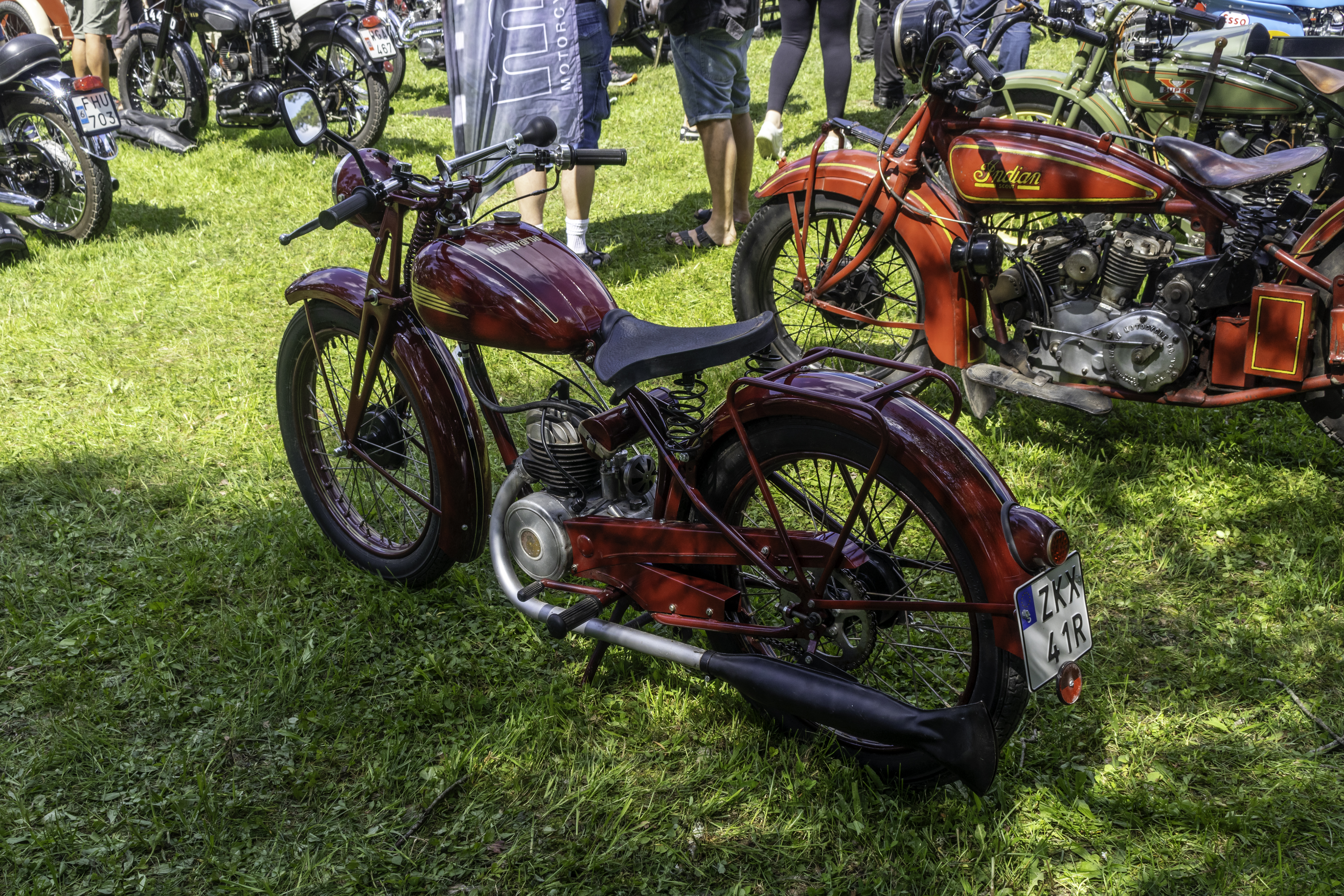
Husqvarna 27 Rödqvarna aus 1950

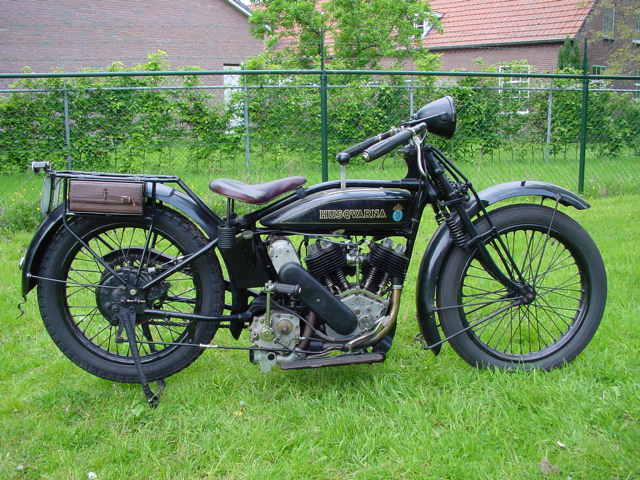
Eine Husqvarna 180 aus 1926

- 27 „Rödqvarna“ (1950)
- 30A (1929)
- 180 (1926)
- 175 (1927)
- 250 (1971)
- 500 (1969)

## Endurosport

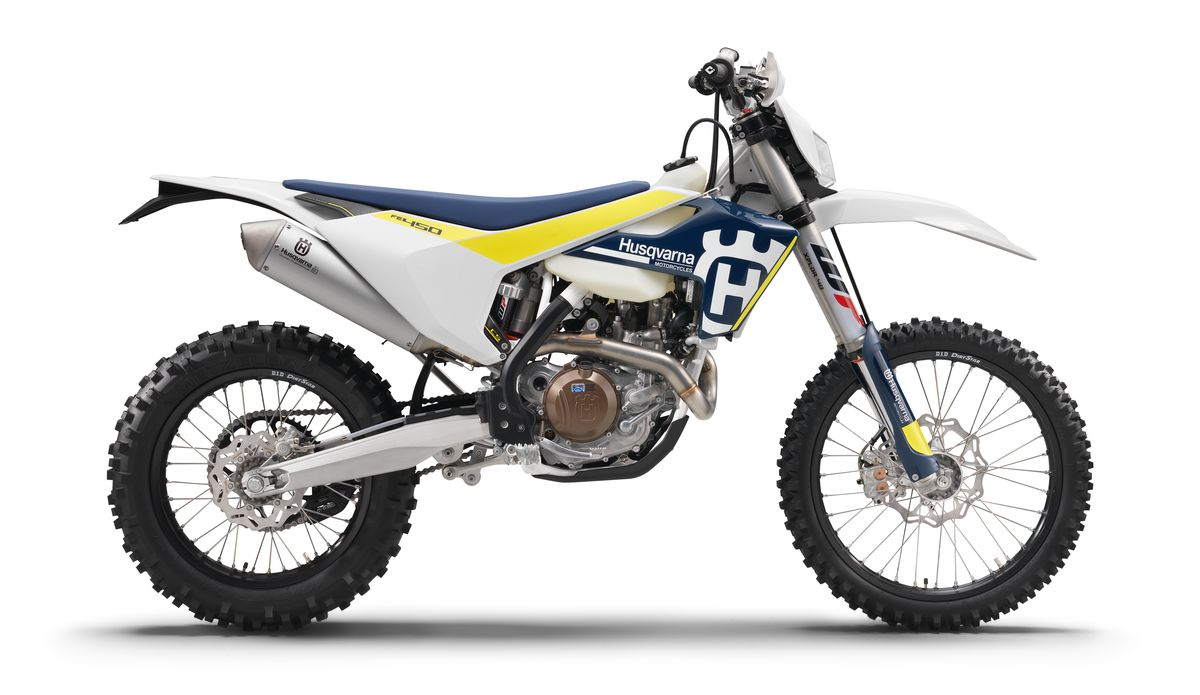
Husqvarna FE 450 aus 2017

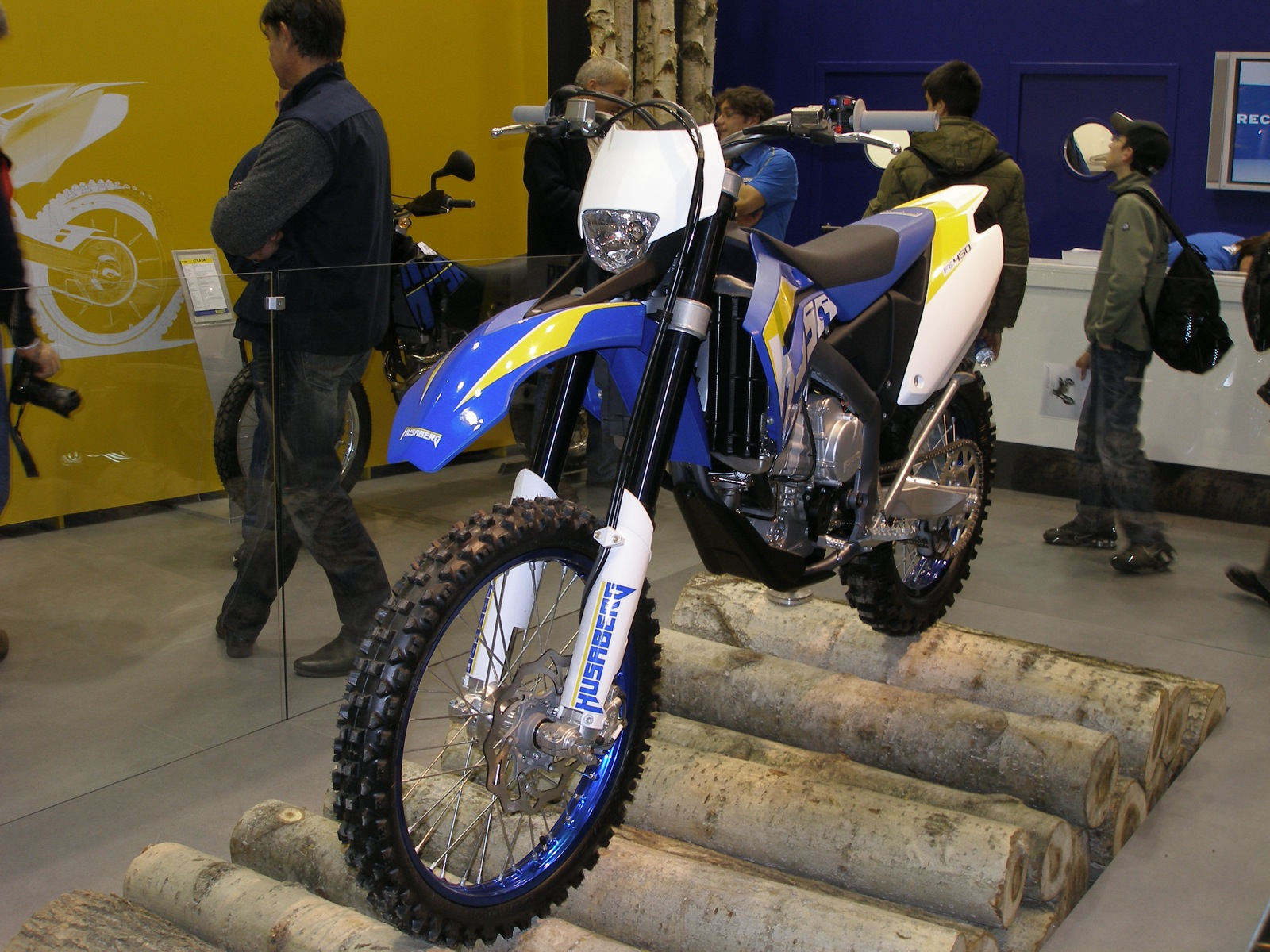
Husaberg FE 450 aus 2007

### CR-Baureihe
- CR 50 (2010–2014)
- CR 65 (2011–2014)
- CR 125 (1992–2013)
- CR 250 (1978–1980)
- CR 250 (1992–2004)
- CR 360 (1992–1993)

### WR-Baureihe
- WR 125 (1985–2013)
- WRE 125 (1997–2002)
- WR 250 (1991–2013)
- WR 300 (2009–2013)
- WR 360 (1992–1996)
- WR 400 (1985–1988)

### TE-Baureihe
- TE 125 (2012–2013)
- TE 150 (unter Husaberg ab 2013)
- TE 250 (unter Husqvarna ab 2012 bis 2013)
- TE 250 (unter Husaberg ab 2010 bis 2013)
- TE 300 (unter Husaberg ab 2010)
- TE 310 (2008–2012)
- TE 310 R (2013–)
- TE 400 (2001–2003)
- TE 410 (1998–2000)
- TE 449 (2012–2013)
- TE 450 (2003–2010)
- TE 510 (1983–1990)
- TE 510 4T (2004–2013)
- TE 511 (2012–2013)
- TE 570 (2001–2003)
- TE 610 (1991–1999)
- TE 610 (2004)
- TE 610 (2006)
- TE 610 E (2002–2003)
- TE 610 IE (2007–2009)
- TE 630 (–2012)

### FE-Baureihe mit Viertaktmotoren
- FE 250 (unter Husaberg ab 2013)
- FE 350 (unter Husaberg ab 1995)
- FE 450 (unter Husaberg ab 2004)
- FE 501 (unter Husaberg ab 2013)

### 701-Baureihe
701 Enduro mit 692,7-cm³-Viertaktmotor

## Motocross

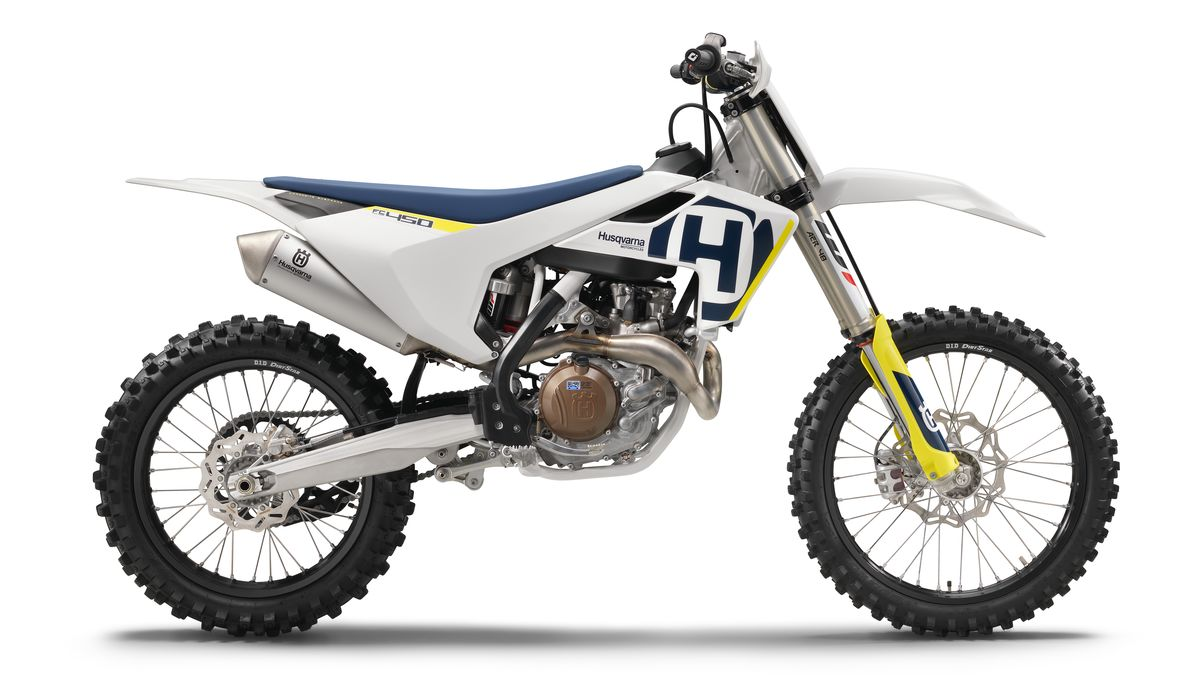
Eine Husqvarna FC 450

- Husky Boy (1998)
- Husky Boy (2001–2002)
- Husky Boy Basic (1999)
- Husky Boy Junior (1999–2002)
- Husky Boy Senior (1999–2002)

### TC-Baureihe mit Zweitaktmotoren
- TC 50
- TC 65
- TC 85 17/14
- TC 85 19/16
- TC 125
- TC 150
- TC 250
- TC 250 R (2013–)
- TC 300
- TC 450 (2003–2010)
- TC 449 (2013–)
- TC 510 (2005–2009)
- TC 570 (2001–2002)

### TXC-Baureihe mit Viertaktmotoren
- TXC 250 (2012–2013)
- TXC 250 R (2013)
- TXC 310 (–2012)
- TXC 310 R (2013)
- TXC 511 (–2012)

### FC-Baureihe mit Viertaktmotoren
- FC 450 ROCKSTAR EDITION
- FC 250
- FC 350
- FC 450

### EE-Baureihe mit 0,75 und 2 kW Elektromotor
- EE 1.12
- EE 1.16
- EE 1.20
- EE 2
- EE 3
- EE 5

## Supermoto
- SM 50 (–2012)
- SM 125 (1999–2003)[1]
- SM 125 S (2004)
- SM 450 R (2003–2009)
- SM 450 RR (2009)
- SM 510 R (2005–2009)
- SM 510 R-ie (2008)
- SM 510 RR (2009)
- SM 570 Nox (2001–2002)
- SM 570 R (2002–2004)
- SM 570 RR (2002)
- SM 610 (1998–2009)
- SM 610 S (1998–2004)
- SM 610 IE (2009)
- SM 630 (2004)
- SMS 630 (2010)

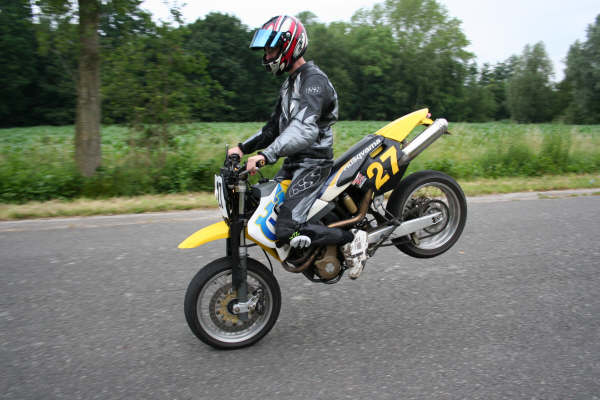
Eine Husqvarna SM 610 aus 2000

- FS 450 mit 450-cm³-Viertaktmotor (unter Husaberg ab 2004)
- 701 Supermoto mit 692,7-cm³-Viertaktmotor

## Naked Bikes
- Silverpilen (1955–1965)
- Guldpilen (1957–1959)
- TE 449 (2010–2012)
- TR650 Terra (2012–2013)
- TR650 Strada (2012–2013)
- Nuda 900 (2012–2013)

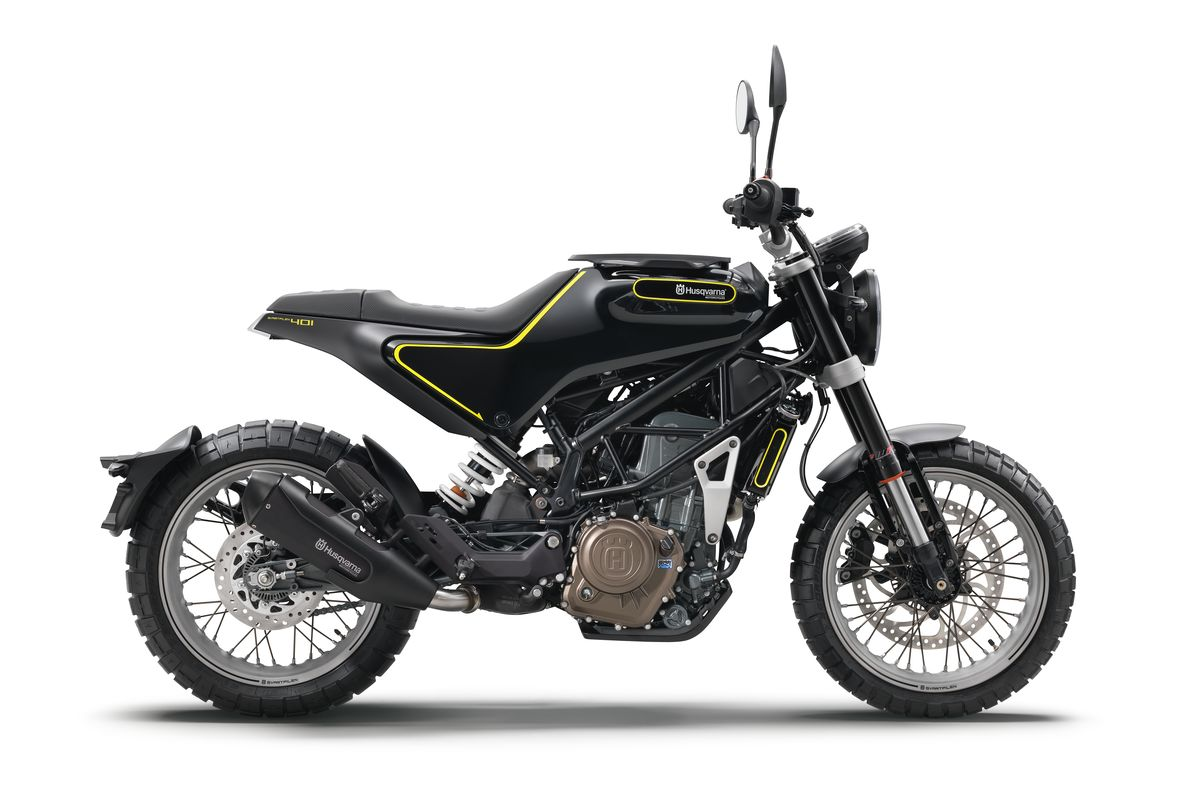
Husqvarna Svartpilen 401 mit 398,6 cm³

- Svartpilen mit 125-, 398,6- und 799-cm³-Viertaktmotor
- Vitpilen mit 125- und 398,6-cm³-Viertaktmotor

## Travel
- Norden 901 mit 889-cm³-Viertaktmotor
- Norden 901 Expedition mit 889-cm³-Viertaktmotor

## Wettbewerbsmotorräder
(nicht im Bereich der Straßenverkehrs-Zulassungs-Ordnung zu betreiben)

### Rennsport
- Husqvarna 500

### Rallyeenduro
- Husqvarna TE 449 RR